# Blum & Poe

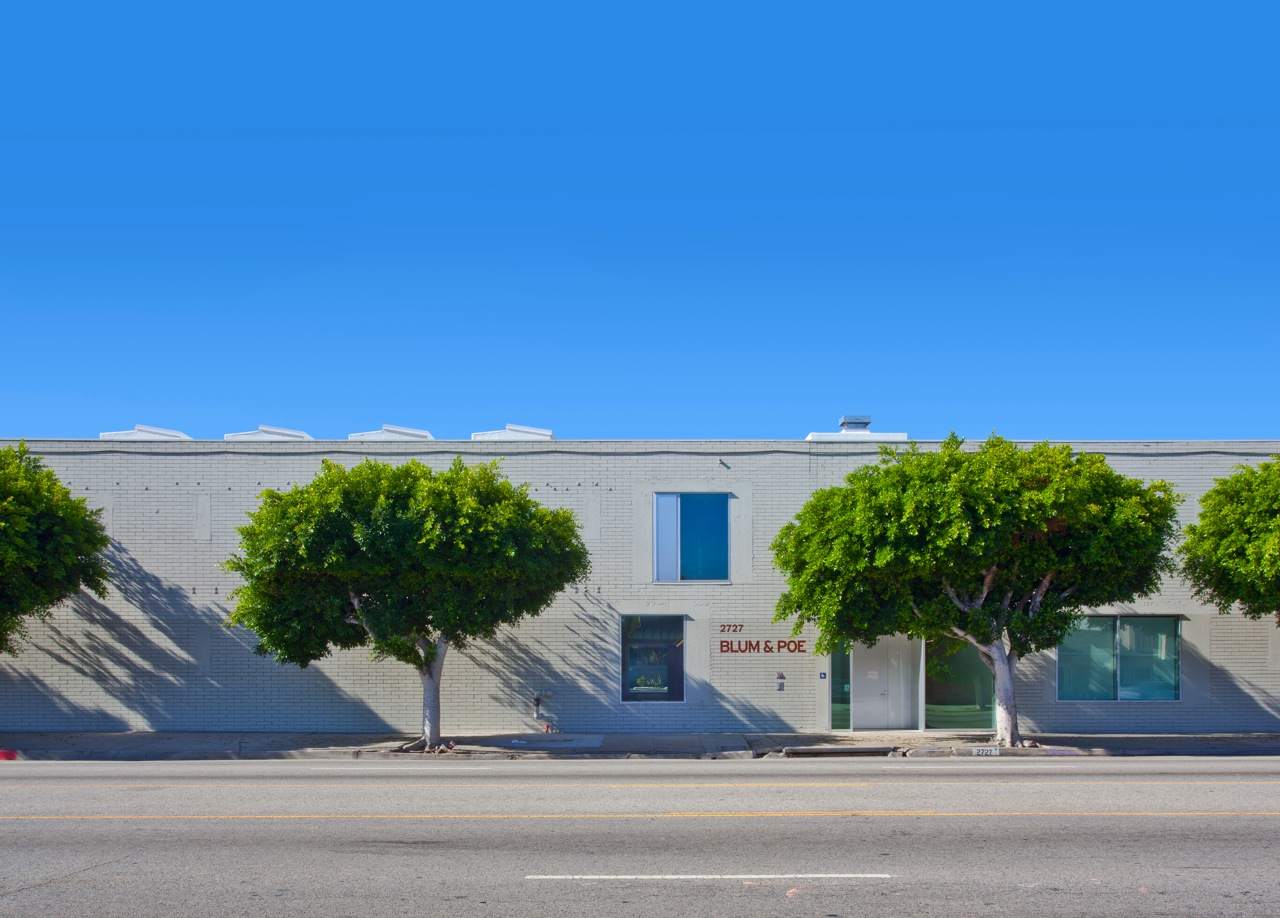
Blum & Poe, Los Angeles

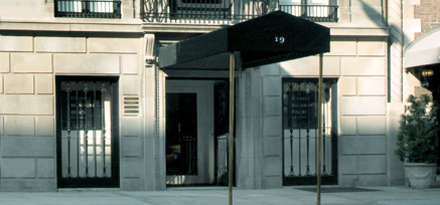
Blum & Poe, New York

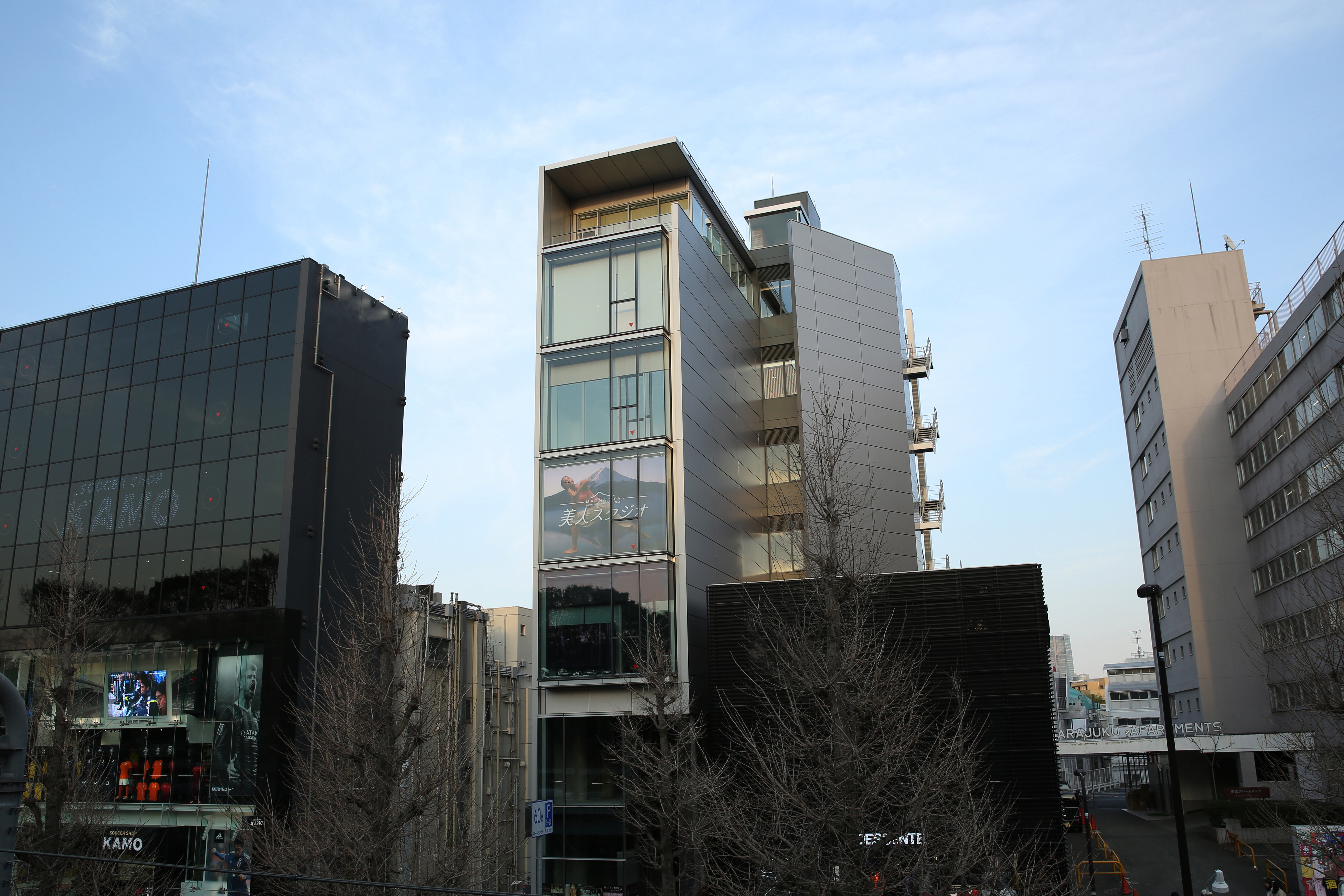
Blum & Poe, Tokyo

Blum & Poe (ブラム・アンド・ポー) は、ロサンゼルス、ニューヨーク、東京にスペースを持つ現代美術ギャラリーである。

## 沿革
1994年9月に、ティム・ブラムとジェフ・ポーが、米カリフォルニア州サンタモニカにBlum & Poe(ブラム・アンド・ポー)を設立。こけら落としの展覧会では、イギリス人作家アーニャ・ガラッチォがチョコレートをギャラリーの壁に塗り付ける《Stroke》というインスタレーションを展示。
2003年、Blum＆Poeは工業用倉庫が立ち並ぶ米ロサンゼルスのカルバーシティ地区の端に位置する5000平米の倉庫に拠点を移す。
設立から十年間の間にギャラリーで個展を開いた多くの作家が、その後有名になり、影響力を持つようになった。例えば、 サム・デュラント、奈良美智、シャロン・ロックハート、 村上隆、 マーク・グロッチャン、 デイヴ・ムラー、ダーク・スクレーバー、 フロリアン・マイヤー・エイケン、 ジュリアン・フーバー、青島千穂といった作家たちが挙げられる。
ギャラリー設立15周年にあたる2009年には、ラ・シエネガ通りを挟んで敷地の反対側に美術館に匹敵する22000平米もの広大な展示スペースを誕生させた。。

## 日本人作家との関係性
1990年代、ティム・ブラムは東京のギャラリーに勤務していたが、この時期に彼は奈良美智と村上隆に出会っている。1994年にサンタモニカにてBlum & Poe を設立後、1995年には奈良にとってアメリカでの最初となる個展を開催。また、1997年には村上の同ギャラリーでの初となる個展を開催している。
2010年1月には、影響力を持つ「もの派」の作家で理論家でもある李禹煥の個展を行う。「もの派」とは、1960年代後半、東京で活動する作家がゆるやかにつながったグループを指す。
2012年2月には、「太陽へのレクイエム−もの派の美術」展を開催。榎倉康二、原口典之、小清水漸、李禹煥、関根伸夫、菅木志雄、高松次郎、吉田克朗の主要作品が出展され、米国で初めて「もの派」を概観する展覧会となった。榎倉康二、小清水漸、李禹煥、関根伸夫、菅木志雄といった「もの派」の作家たちも現在、Blum & Poeに所属している。

## 支店
ギャラリーの20周年にあたる2014年、Blum & Poeはふたつの新しい支店を開く。5月、ニューヨークのアッパー・イースト・サイドに、Blum & Poe New Yorkをオープン、9月には東京の明治神宮を臨む敷地にBlum & Poe 東京をオープンした。ニューヨークでの最初の展覧会はマーク・グロッチャンによる「Butterfly Paintings」を、東京での最初の展覧会はデイヴ・ムラーによる「Sublime Memory Garden」を開催。

## 所属作家
| - アルマ・アレン - セオドラ・アレン - カレル・ アペル - マーチ ・エイヴリー - ダレン・ベイダー - アルヴァロ・バーリントン - リンダ・ベングリス - JB ブランク - モハメッド・ブルイサ - ピア・カミル - ロバート・コールスコット - キャロル・ダナム - サム・デュラント - 榎倉康二 - アーニャ・ガラッチオ - アーロン・ ガーバー=マイコフスカ - 五木田智央 - ソニア・ゴメス - フランソワーズ・グロッセン - マーク・グロッチャン | - 河鍾賢 - 浜名一憲 - ジュリアン・フーバー - ロニー・ホーリー - 石川順惠 - マット・ジョンソン - アチャイエ・ ケルネン - 小清水漸 - フリードリッヒ・クナス - 黒田 雪子 - 日下翅央 - 權寧禹 - ミミ・ローター - 李禹煥 - トニー・ルイス - リンダー - フロリアン・マイヤー・エイケン - ヴィクター・マン - エディ ・マルティネズ - ポール ・モーゲンセン | - デイヴ・ムラー - 中村一美 - 奈良美智 - アスカ・アナスタシア・オガワ - 岡﨑乾二郎 - アナ・ パーク - ソランジュ・ペソア - ハーヴェイ・クエイトマン - ローレン・ クイン - ウマー・ ラシッド - マット・ソーンダース - ヒュー・スコット・ダグラス - コリン・ セカジュゴ - 関根伸夫 - ペニー・スリンガー - 菅木志雄 - アレキサンダー・ トヴボルグ - 柳幸典 - 尹亨根 - 朱金石 |